# Simophis rohdei
Simophis rohdei är en ormart som beskrevs av Boettger 1885. Simophis rohdei ingår i släktet Simophis och familjen snokar. Inga underarter finns listade i Catalogue of Life.
Enligt The Reptile Database är Simophis rohdei ett synonym till Simophis rhinostoma.